# Tampico Madero FC
A Tampico Madero FC egy mexikói labdarúgócsapat, amelynek otthona a Tamaulipas állam délkeleti sarkában található két egybeépült város, Tampico és Ciudad Madero. Eddig sem bajnoki, sem kupagyőzelme nincs, legjobb eredménye két bajnoki ezüstérem. Stadionja a két város határának közelében felépült, 22 500 férőhelyes Estadio Tamaulipas. Jelenleg a másodosztályú bajnokságban szerepel.

## Története
Bár mind Tampicóban, mind Ciudad Maderóban létezett már korábban első osztályú csapat, ezek azonban idővel eltűntek. Az 1982-ben végződő bajnoki szezon után azonban az Atletas Campesinos csapatának megvásárlásával létrejött a két város közös csapata, a Tampico Madero FC. Néhány év múlva, az 1985-ös Prode és az 1986-os México bajnokságban bejutottak a döntőbe is, de először az América, másodszor a Monterrey győzte le őket. 1990-ben a Querétaro felvásárolta a csapatot, ezért nem folytathatta első osztályú szereplését, csak 1994-ben jutottak fel ismét. A következő szezonban azonban utolsók lettek és kiestek.

## Bajnoki eredményei
A csapat első osztályú szereplése során az alábbi eredményeket érte el:
| Év          | Alapszakasz-helyezés | Eredmény a rájátszásban |
| ----------- | -------------------- | ----------------------- |
| 1982–1983   | 14. hely             |                         |
| 1983–1984   | 7. hely              |                         |
| 1984–1985   | 9. hely              |                         |
| Prode 1985  | 5. hely              | 2. hely                 |
| México 1986 | 2. hely              | 2. hely                 |
| 1986–1987   | 8. hely              |                         |
| 1987–1988   | 14. hely             |                         |
| 1988–1989   | 3. hely              | Negyeddöntős            |
| 1989–1990   | 19. hely             |                         |
| 1994–1995   | 19. hely             |                         |